# Whitechapel

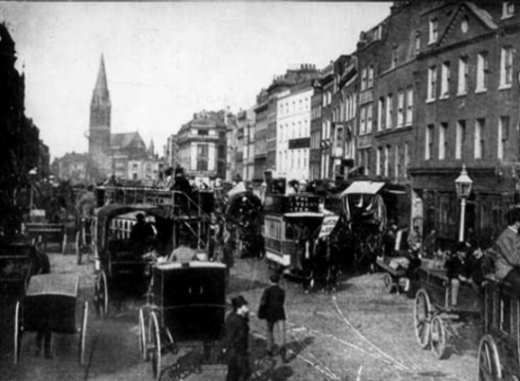
Whitechapel High Street, 1905

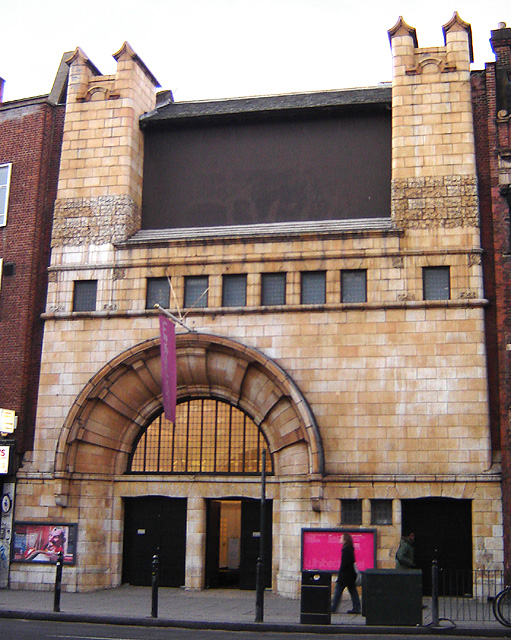
Whitechapel Art Gallery

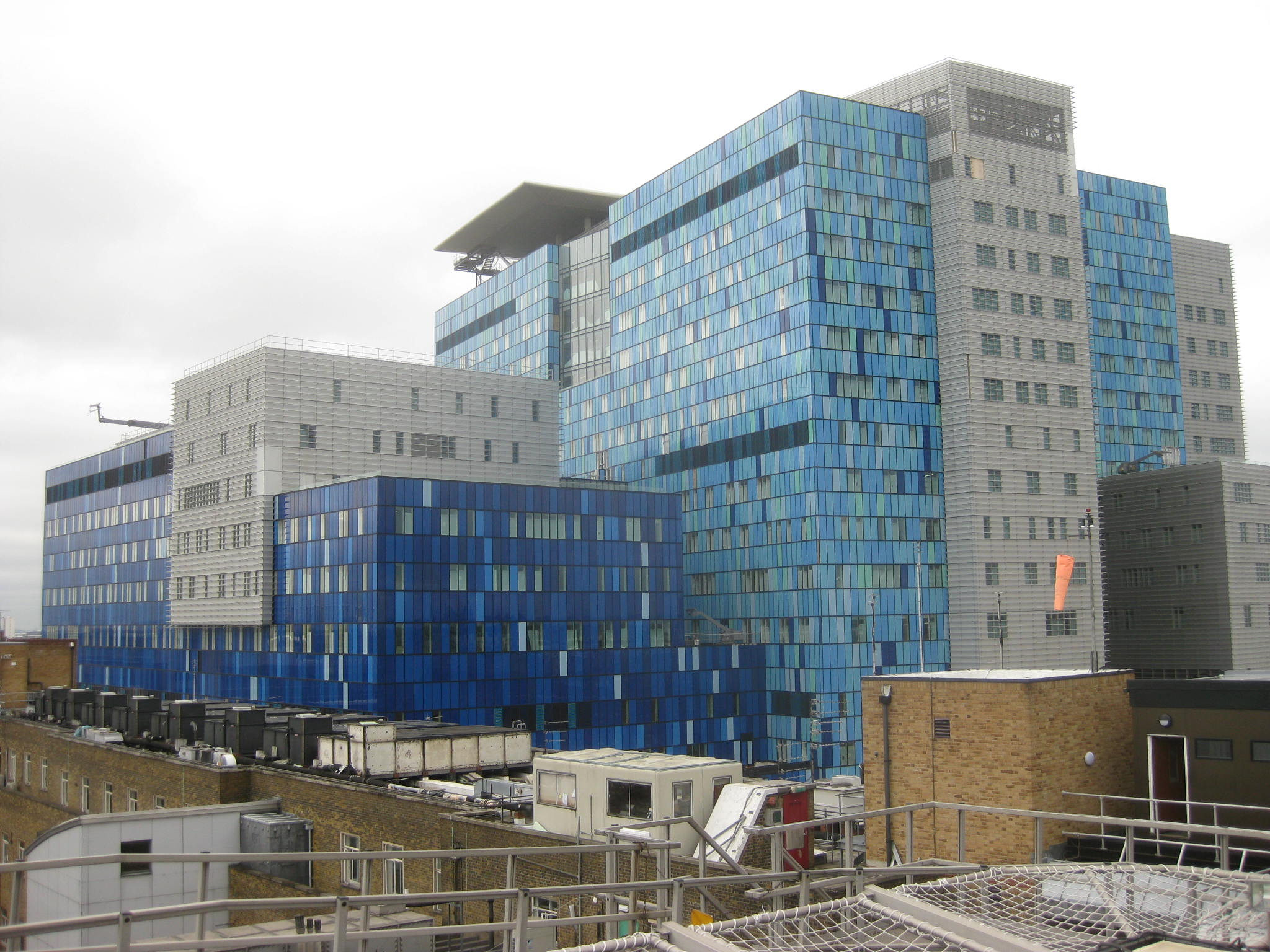
Royal London Hospital

Whitechapel är en stadsdel (district) i London Borough of Tower Hamlets i östra London i Storbritannien, som fått sitt namn efter ett numera är rivet vitkalkat kapell.
I Whitechapel finns bland annat Whitechapel Art Gallery, i huvudsak specialiserat på modern konst, och Royal London Hospital.
Tunnelbanestationen Whitechapel trafikeras av District line och Hammersmith & City line.

## Historik
Liksom flera andra sockendistrikt i Londons East End blev Whitechapel under 1800-talet hemvist för en stor majoritet judiska immigranter från Polen, Tyskland och Ryssland, liksom irländare som flytt undan hungersnöden på Irland. Delar av Whitechapel uppvisade därför under 1800-talet och tidigt 1900-tal en avsevärd slum, karakteriserad av fattigdom, trångboddhet och social misär. 
Även idag befolkas området av en stor andel immigranter från Asien och Mellanöstern, och det tillhör därmed de mest tydligt mångkulturella delarna av London. Den största gruppen har rötterna i Bangladesh. I Whitechapel finns också East London Mosque och moskéförsamlingen grundades redan 1910 och dagens moské stod klar 1985, sedan 2004 finns även London Muslim Centre i anslutning. I närheten ligger även Altab Ali Park.

### Jack Uppskäraren (Jack the Ripper)
Whitechapel är känt för de redan i sin tid mycket uppmärksammade mord som begicks där av den så kallade Jack Uppskäraren hösten 1888; idag kan man gå på särskilda "Ripper tours" i området. 

## Royal Brunswick Theatre

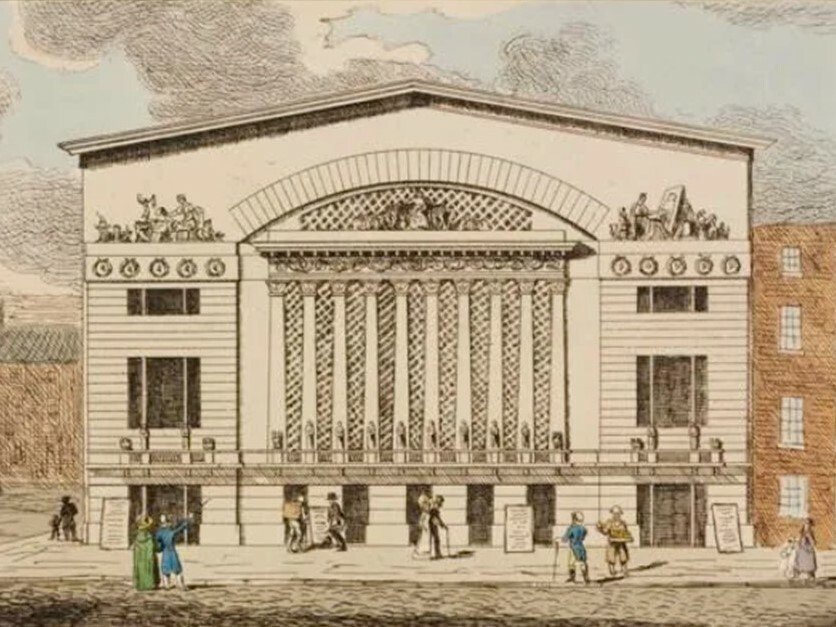
Brunswick Theatre, 1828

I Whitechapel byggdes 1828 Royal Brunswick Theatre, ritad av Thomas Stedman Whitwell, vars tak rasade några dagar efter teatern tagit i bruk under en repetetion, vilket orsakade minst tio personers död.